# Only Time Will Tell
«Only Time Will Tell» es una canción de la banda británica de rock progresivo Asia, la cual fue escrita por John Wetton y Geoff Downes y aparece en su álbum debut homónimo publicado en 1982.  Fue lanzado como sencillo meses después de su primer sencillo «Heat of the Moment» en 1982.
Esta canción fue la segunda más exitosa de la banda en los Estados Unidos, el Reino Unido y Canadá, ya que se colocó en el 8.º lugar del Mainstream Rock Tracks y la 17.ª posición del Billboard Hot 100 estadounidenses,   54.º lugar del UK Singles Chart británica  y la 7.ª posición de la lista de la revista RPM en Canadá.

## Lados B
Al igual que su sencillo antecesor, «Only Time Will Tell» incluyó lados B diferentes dependiendo de la región en donde se lanzó, en este caso fueron los mismos que en «Heat of the Moment», pero no en el orden que fueron añadidos en el sencillo ya mencionado, ya que en la edición de la Gran Bretaña el lado B fue la canción «Ride Easy»,  mientras que en las versiones internacionales fue elegido el tema «Time Again» como lado B.

## Lista de canciones

### Versión británica
| N.º | Título                | Duración |  |
| 1.  | «Only Time Will Tell» | 4:05     |  |
| 2.  | «Ride Easy»           | 4:45     |  |

### Versiones internacionales
| N.º | Título                | Duración |  |
| 1.  | «Only Time Will Tell» | 4:05     |  |
| 2.  | «Time Again»          | 4:35     |  |

## Formación
- John Wetton — voz principal y bajo
- Geoff Downes — teclados y coros
- Carl Palmer — batería
- Steve Howe — guitarra

## Listas
| Año  | País           | Lista                            | Máxima posición |
| ---- | -------------- | -------------------------------- | --------------- |
| 1982 | Alemania       | Media Control Charts             | 50.º            |
| 1982 | Canadá         | Revista RPM                      | 7.º             |
| 1982 | Estados Unidos | Billboard Hot 100                | 17.º            |
| 1982 | Estados Unidos | Billboard Mainstream Rock Tracks | 8.º             |
| 1982 | Reino Unido    | UK Singles Chart                 | 54.º            |

## Curiosidades
Aparece en el videojuego de 2015 Metal Gear Solid V: The phantom pain en donde esta canción puede ser recogida en casete en el campo de batalla y escuchada en tu iDroid.